# Seznam norveških biatloncev
Seznam norveških biatloncev.

## A
- Lene Berg Aadlandsvik
- Aleksander Fjeld Andersen
- Filip Fjeld Andersen
- Gunn Margit Andreassen
- Juni Arnekleiv
- Sverre Dahlen Aspenes

## B
- Sivert Guttorm Bakken
- Lars Berger
- Tora Berger
- Liv Kjersti Bergman
- Fanny Horn Birkeland
- Lars Helge Birkeland
- Erlend Bjøntegaard
- Ole Einar Bjørndalen
- Johannes Thingnes Bø
- Tarjei Bø
- Håvard Gutubø Bogetveit
- Johan-Olav Botn
- Thekla Brun-Lie

## C
- Vetle Sjåstad Christiansen

## D
- Johannes Dale-Skjevdal

## E
- Kaja Eckhoff
- Stian Eckhoff
- Tiril Eckhoff
- Kari Henneseid Eie
- Karoline Erdal

## F
- Ragnhild Femsteinevik
- Hilde Fenne
- Ann Kristin Aafedt Flatland
- Isak Frey

## G
- Egil Gjelland
- Vegard Gjermundshaug
- Fredrik Gjesbakk
- Linda Grubben

## H
- Halvard Hanevold

## I
- Åse Idland
- Jon Istad

## K
- Emilie Ågheim Kalkenberg
- Karoline Offigstad Knotten
- Eirik Kvalfoss

## L
- Henrik L'Abée-Lund
- Sturla Holm Lægreid
- Bente Landheim
- Lotte Lie
- Ida Lien
- Odd Lirhus

## M
- Hildegunn Mikkelsplass
- Jori Mørkve

## N
- Kaia Wøien Nicolaisen

## O
- Alexander Os
- Gry Østvik

## P
- Liv Grete Skjelbreid Poirée

## R
- Gro Randby
- Elise Ringen
- Marte Olsbu Røiseland

## S
- Annette Sikveland
- Ann-Elen Skjelbreid
- Kristoffer Skjelvik
- Torstein Stenersen
- Emil Hegle Svendsen
- Synnøve Solemdal
- Vebjørn Sørum
- Rolf Storsveen
- Endre Strømsheim

## T
- Ingrid Landmark Tandrevold
- Jon Åge Tyldum

## W
- Andreas Dahlø Wærnes